# حفل توزيع جوائز الغولدن غلوب الثاني والثمانون
حفل توزيع جوائز غولدن غلوب الثاني والثمانون لأفضل الإنتاجات السينمائية والتلفزيونية الأمريكية لعام 2024. على شبكة سي بي إس في الولايات المتحدة ودبي وان وإم بي سي 4 ومنصة شاهد وستار وورلد في الشرق الأوسط وشمال أفريقيا. قدم الحفل الممثلة الكوميدية نيكي غلاسر، مما جعلها أول مضيفة بشكل منفرد في تاريخ حفل جوائز الغولدن غلوب.

## قائمة الترشيحات والفائزون

أدريان برودي، فائز بجائزة أفضل ممثل في فيلم دراما

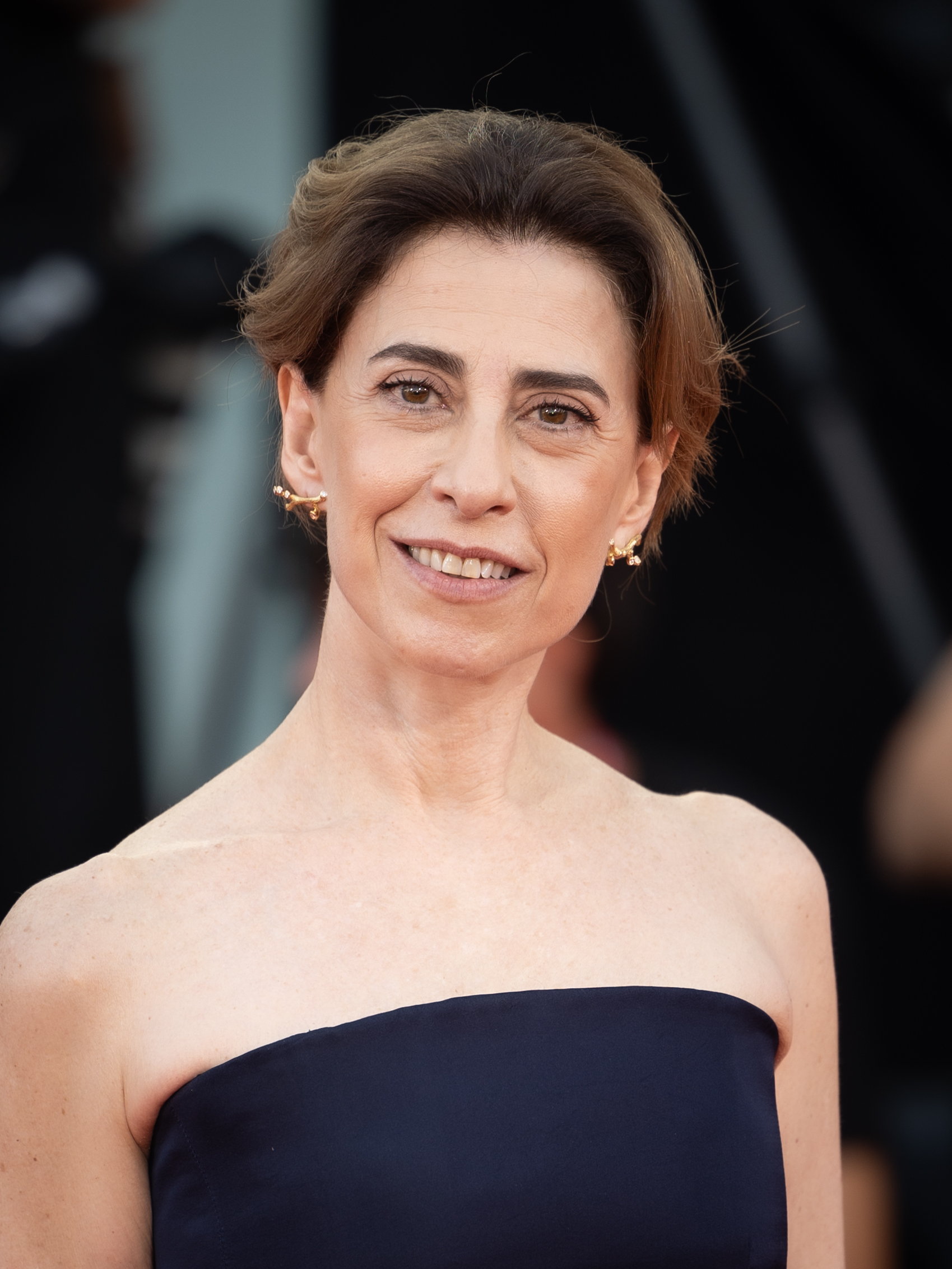
فرناندا توريس، فائزة بجائزة أفضل ممثلة في فيلم دراما

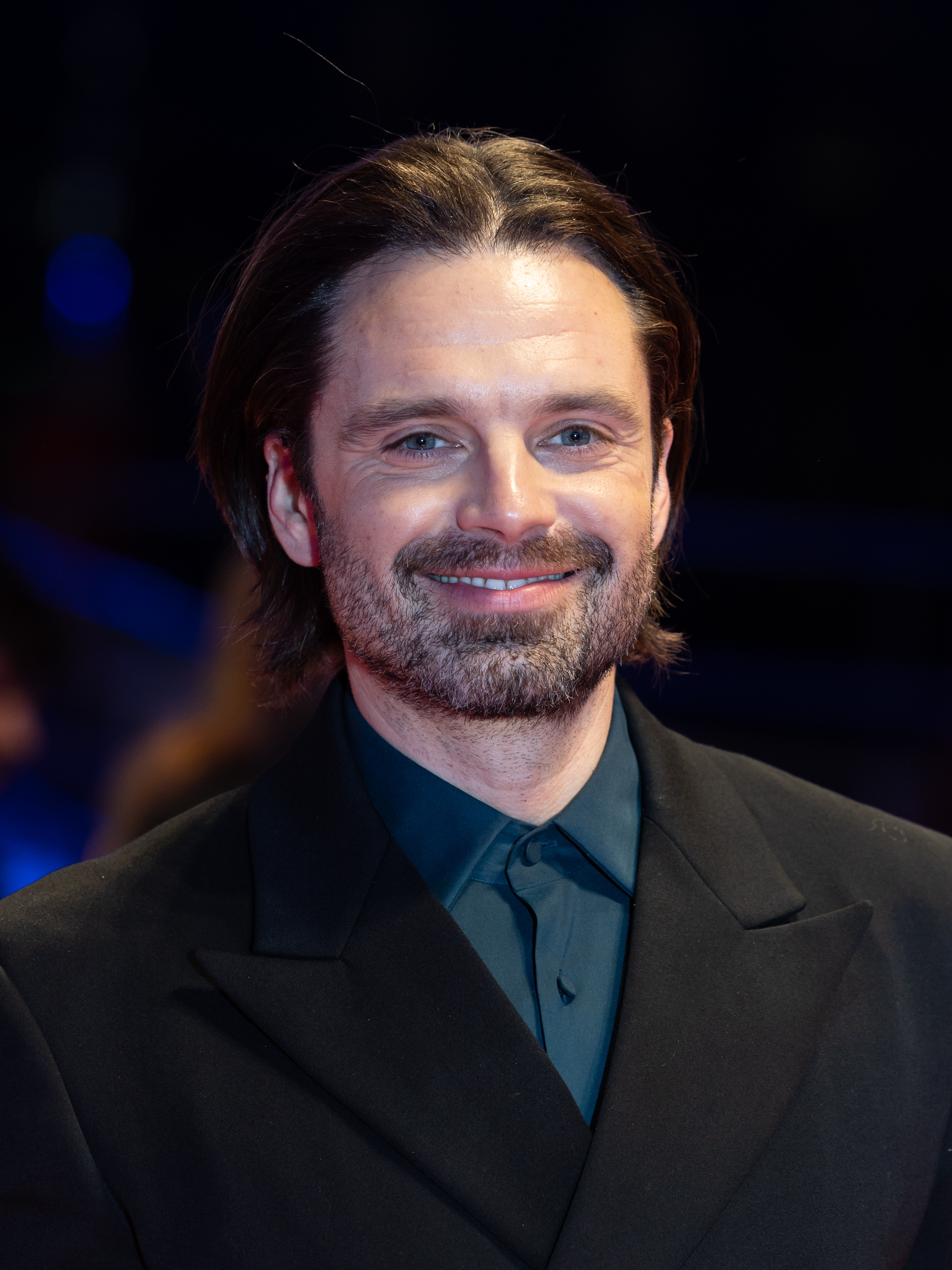
سيباستيان ستان، فائز بجائزة أفضل ممثل في فيلم كوميدي أو موسيقي

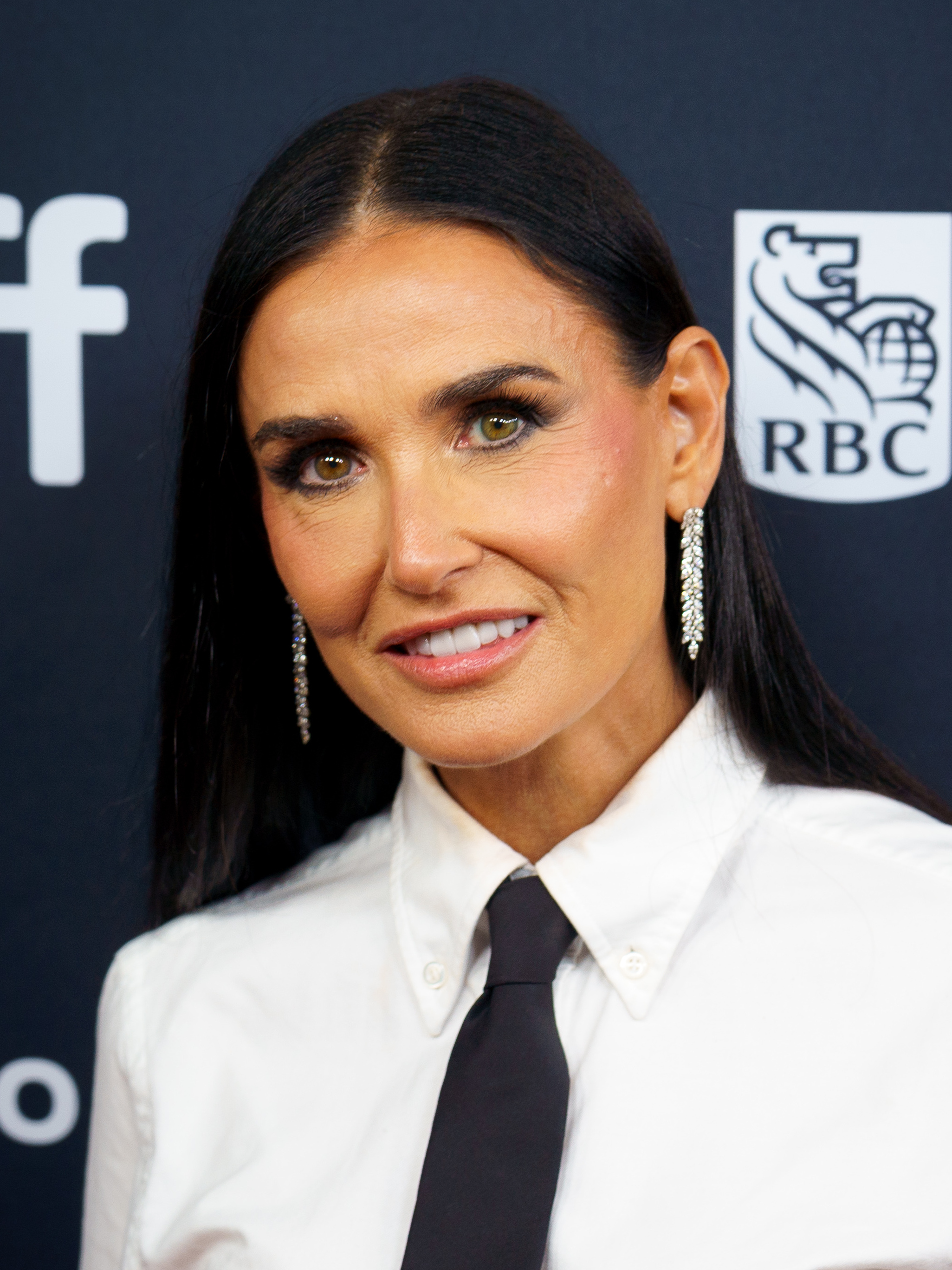
ديمي مور، فائزة بجائزة أفضل ممثلة في فيلم كوميدي أو موسيقي

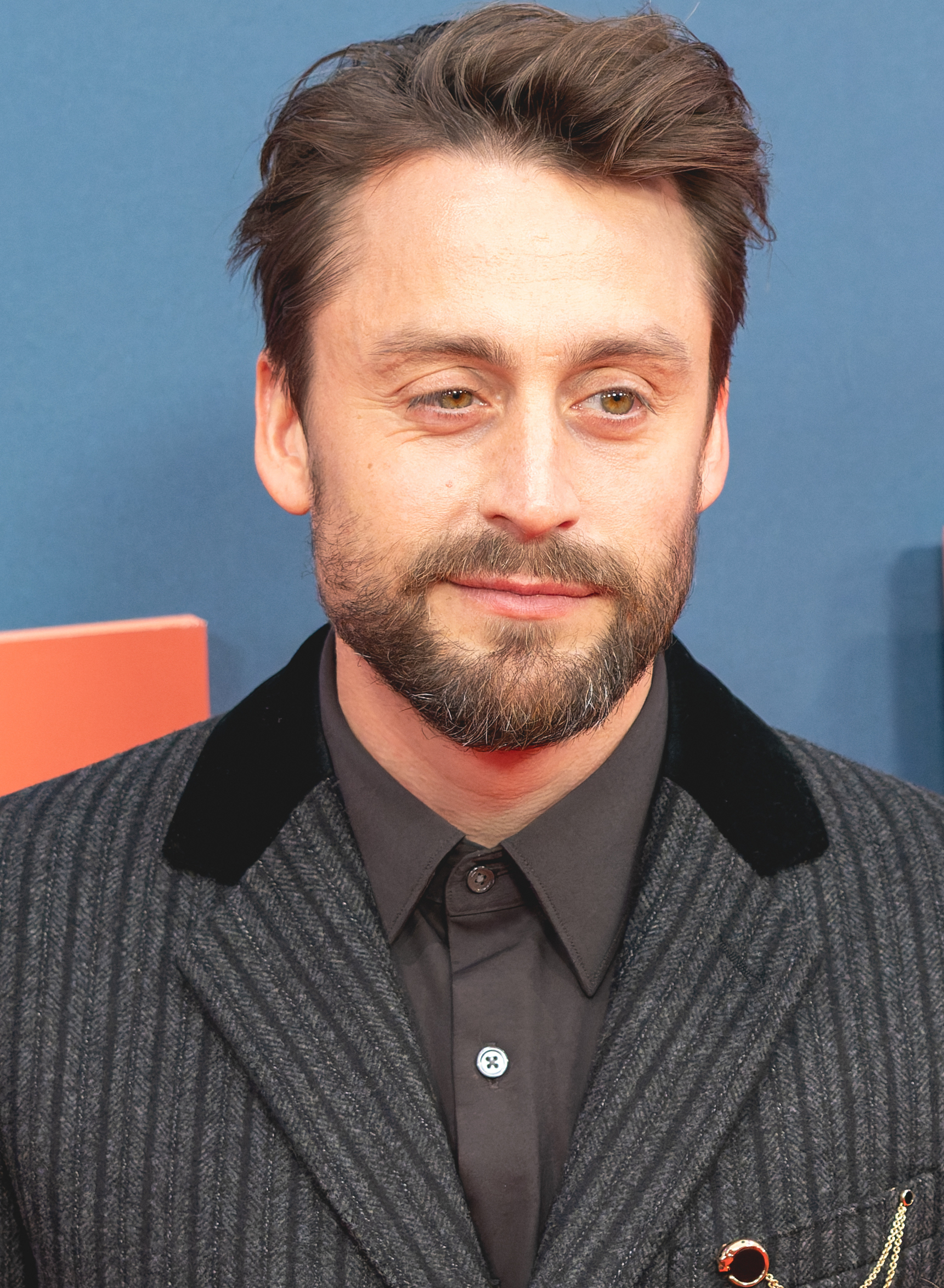
كيران كولكين، فائز بجائزة أفضل ممثل مساعد

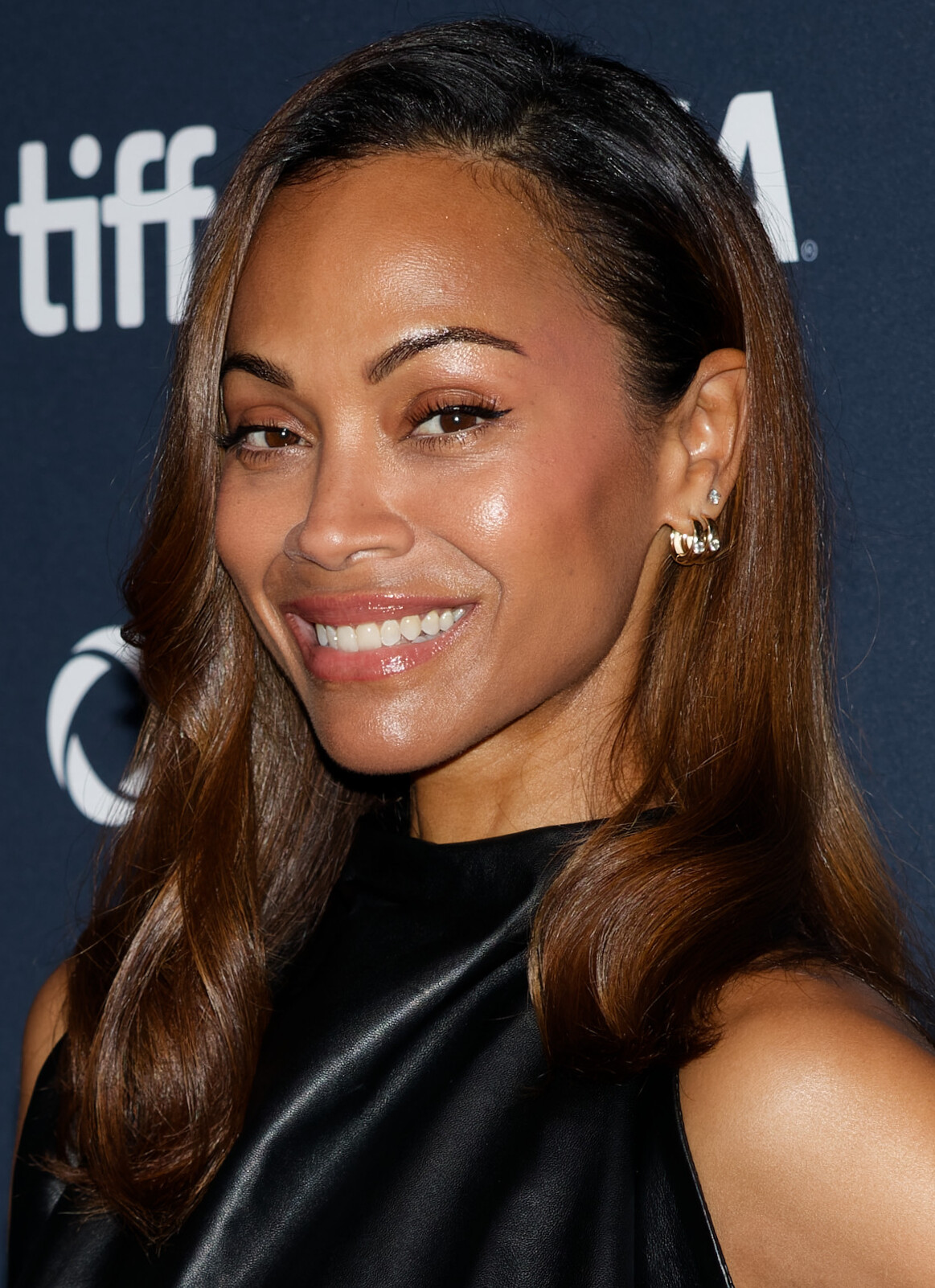
زوي سالدانيا، فائزة بجائزة أفضل ممثل مساعدة

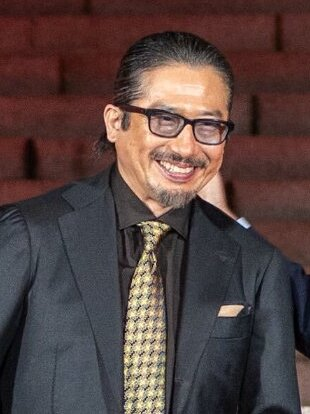
هيرويوكي سانادا، فائز بجائزة أفضل ممثل في مسلسل تلفزيوني درامي

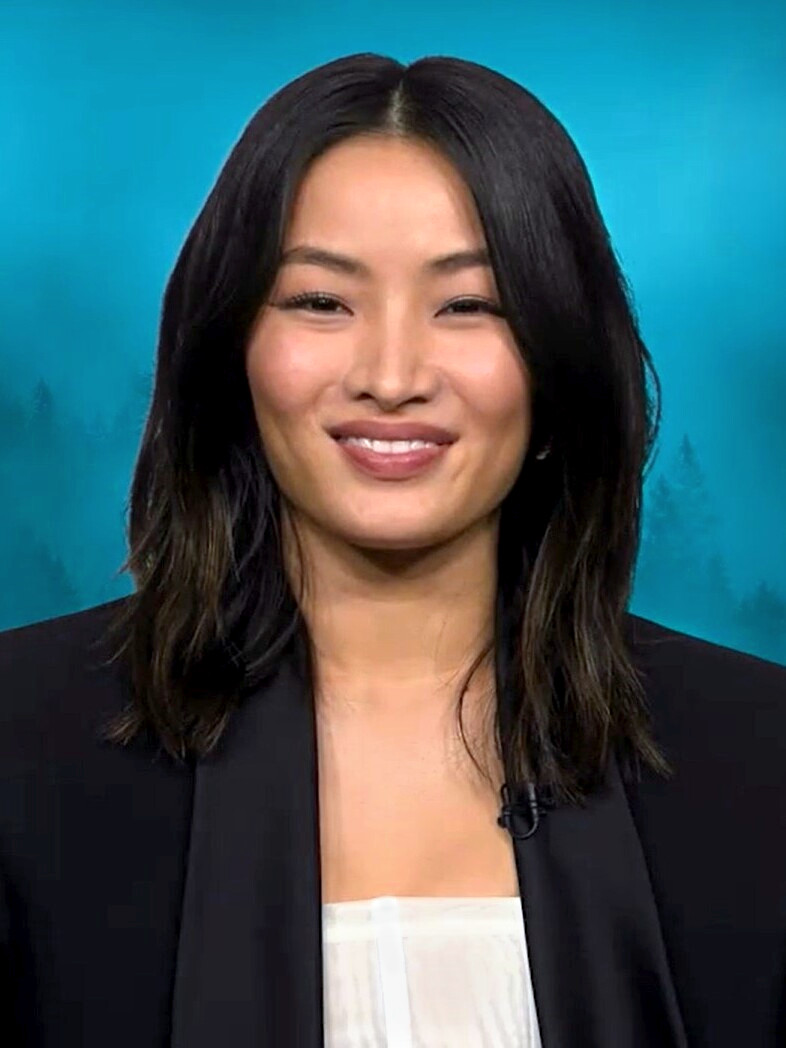
آنا ساواي، فائزة بجائزة أفضل ممثلة في مسلسل تلفزيوني درامي

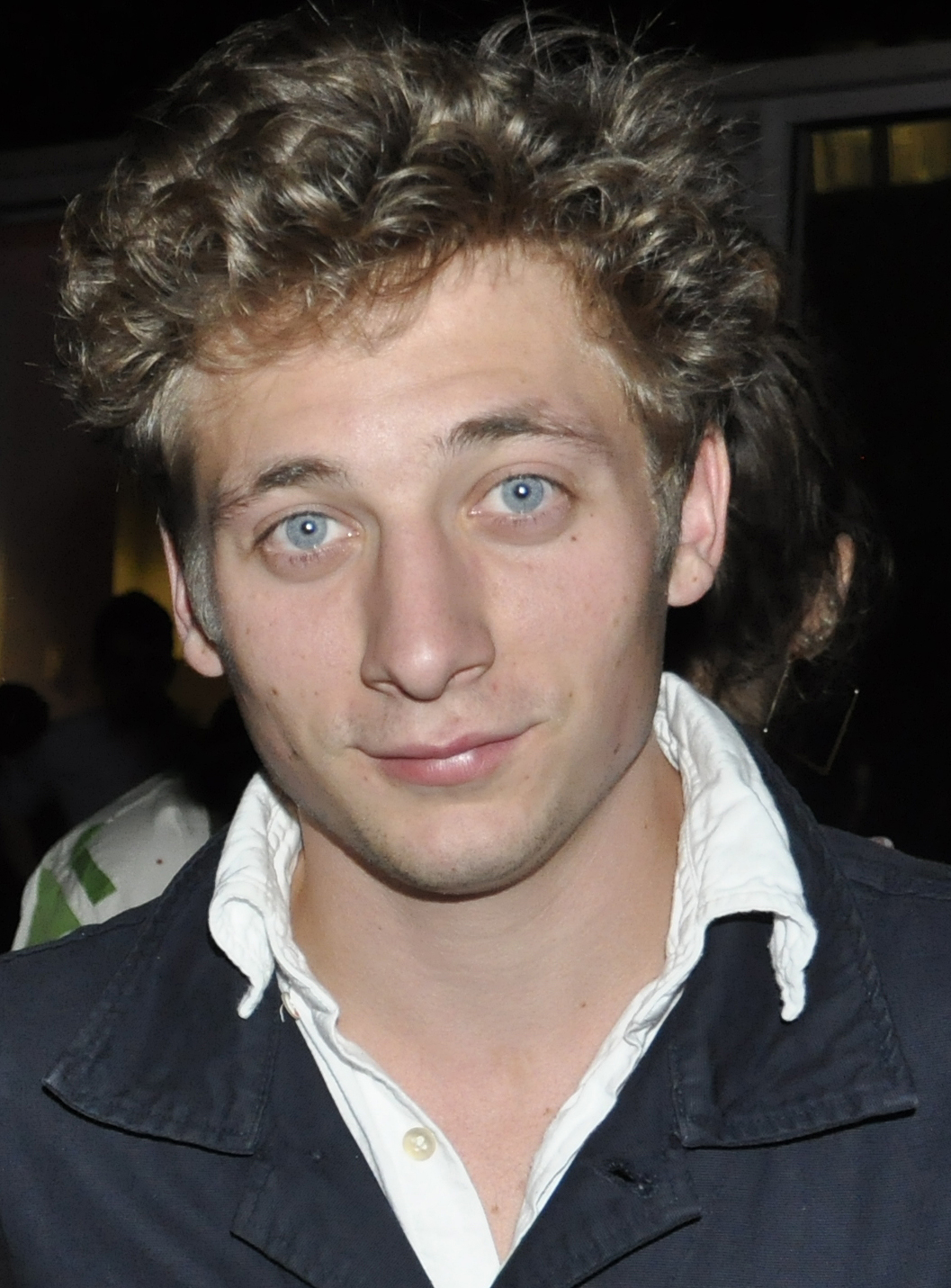
جيريمي ألين وايت، فائز بجائزة أفضل ممثل في مسلسل تلفزيوني كوميدي أو موسيقي

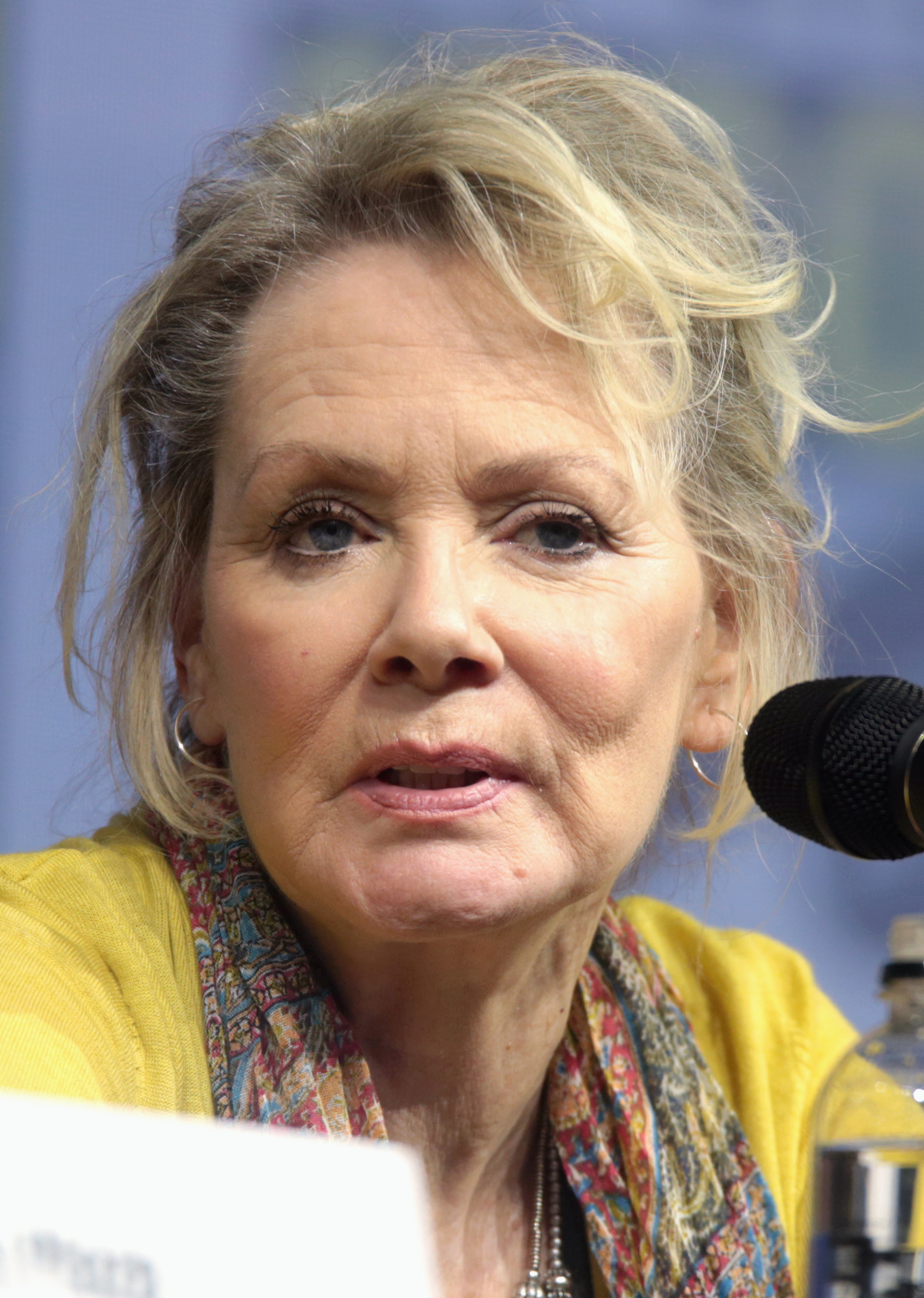
جين سمارت، فائزة بجائزة أفضل ممثلة في مسلسل تلفزيوني كوميدي أو موسيقي

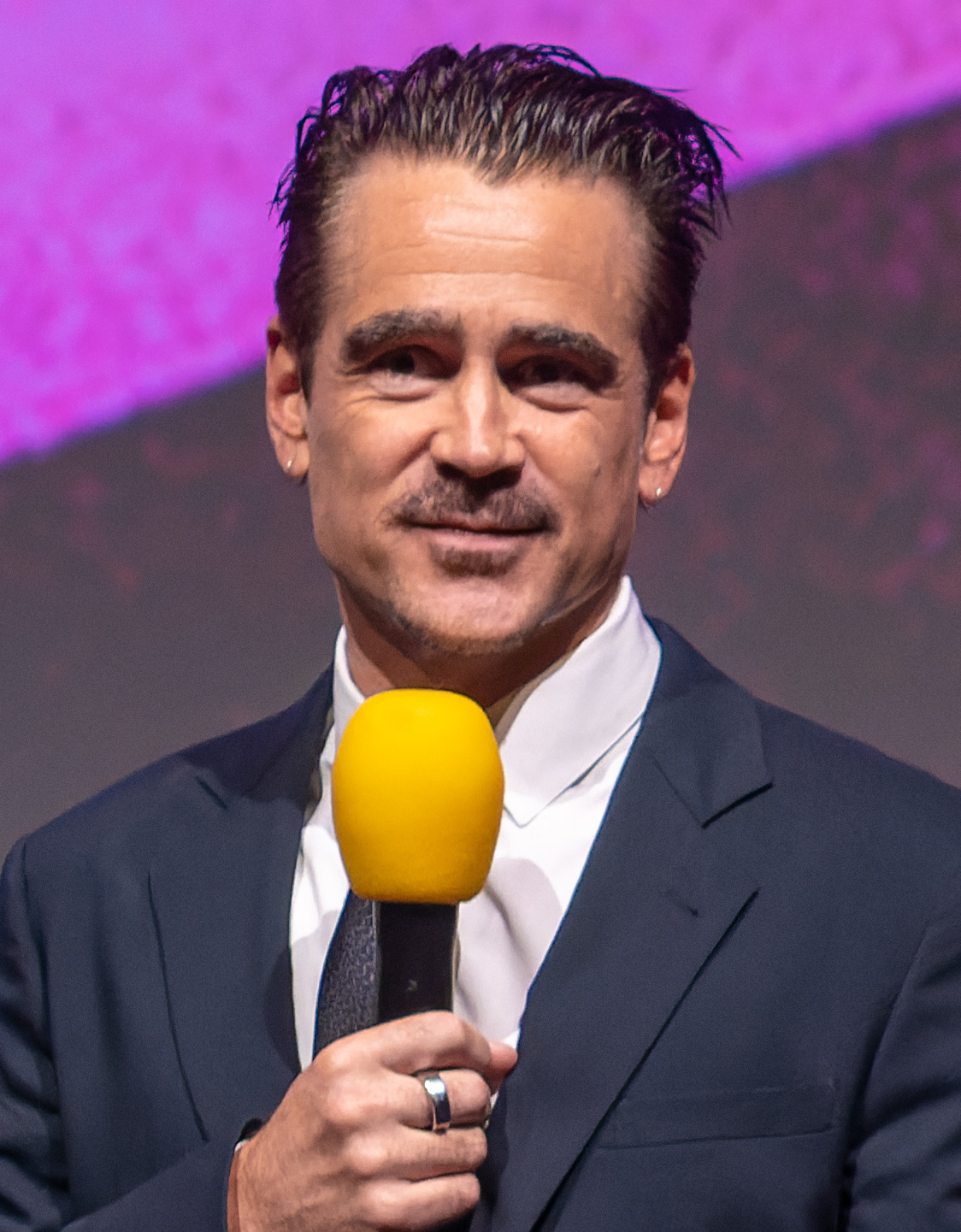
كولين فاريل، فائز بجائزة أفضل ممثل في مسلسل محدود

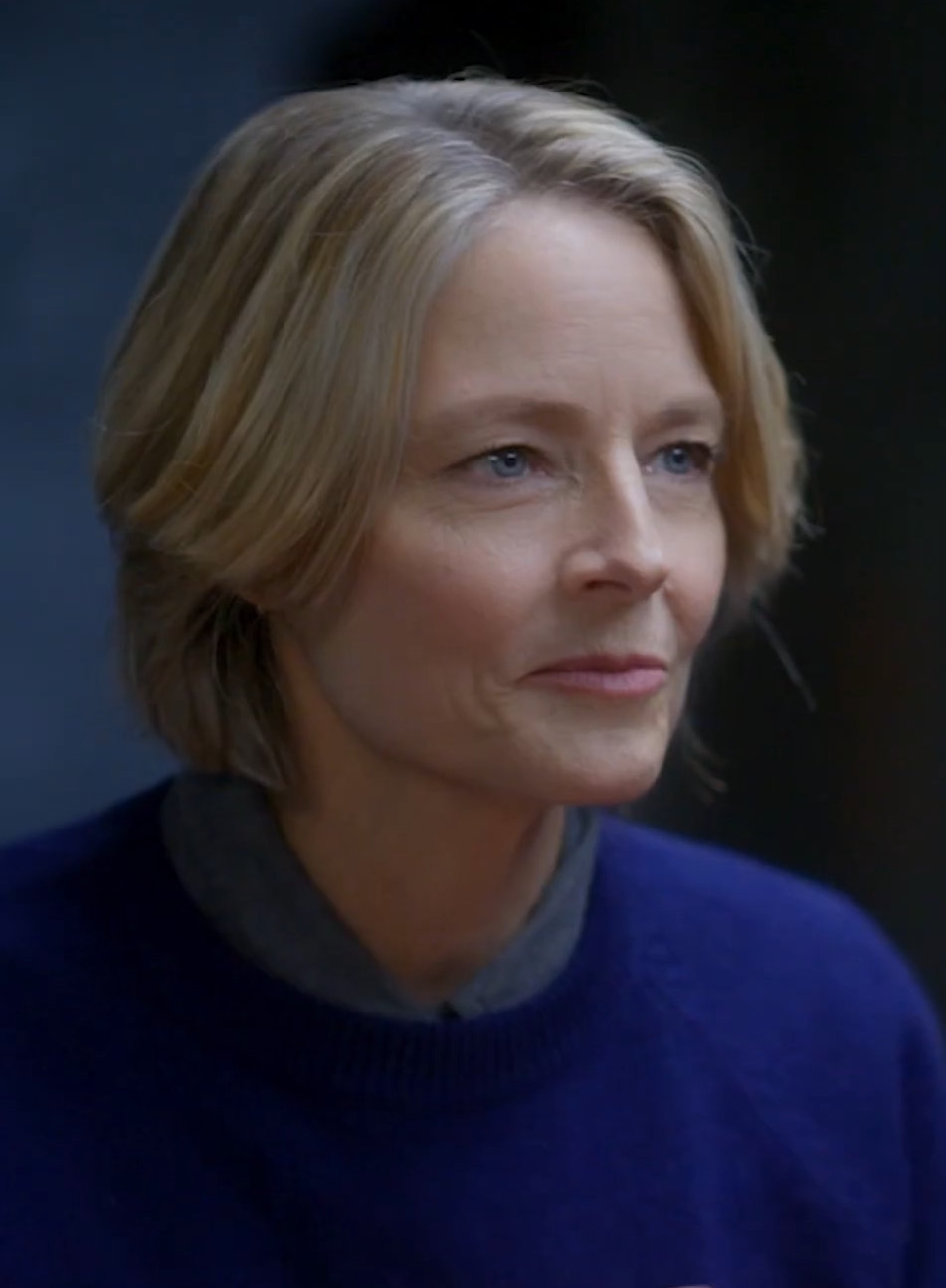
جودي فوستر، فائزة بجائزة أفضل ممثلة في مسلسل محدود

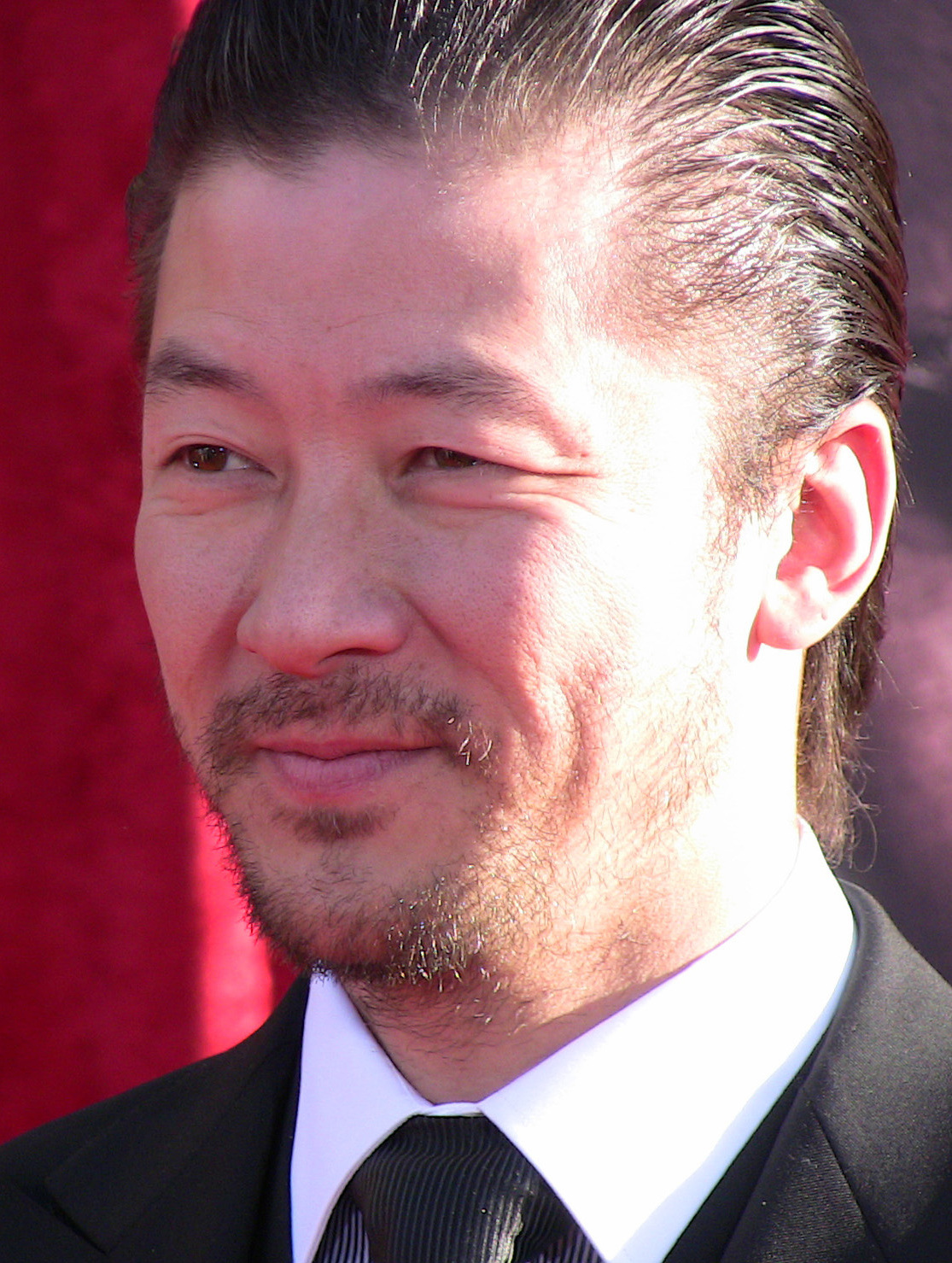
تادانوبو أسانو، فائز بجائزة أفضل ممثل مساعد في مسلسل محدود

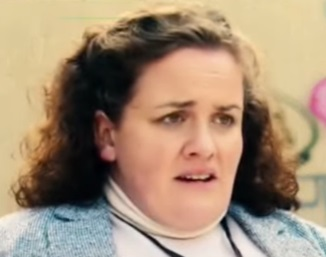
جيسيكا غانينغ، فائزة بجائزة أفضل ممثلة مساعدة في مسلسل محدود

### الأفلام
| أفضل فيلم | أفضل فيلم |
| جائزة غولدن غلوب لأفضل فيلم - دراما | جائزة غولدن غلوب لأفضل فيلم - موسيقي أو كوميدي |
| --- | --- |
| - الوحشي - مجهول تماماً - المجمع المغلق - كثيب: الجزء الثاني - أولاد النيكل - September 5 | - إيميليا بيريز - أنورا - المتحدون - ألم حقيقي - المادة - ويكد |
| جائزة غولدن غلوب لأفضل فيلم رسوم متحركة | جائزة غولدن غلوب لأفضل فيلم بلغة أجنبية |
| - الفيضان - قلبا وقالبا 2 - مذكرات حلزون - موانا 2 - والاس وغروميت: الانتقام المر - الروبوت البري | - إيميليا بيريز (فرنسا) - All We Imagine as Light (الهند) - الفتاة صاحبة الإبرة (الدنمارك) - I'm Still Here (البرازيل) - ‏ (ألمانيا) - Vermiglio (إيطاليا) |
| أفضل أداء في فيلم دراما | |
| جائزة غولدن غلوب لأفضل ممثل - فيلم دراما | جائزة غولدن غلوب لأفضل ممثلة - فيلم دراما |
| - أدريان برودي – الوحشي بدور لازلو توث - تيموثي شالاماي – مجهول تماماً بدور بوب ديلن - دانيال كريغ – كوير بدور ويليام بوروز - كولمان دومينغو – غني غني بدور جون "ديفاين جي." ويتفيلد - رالف فاينس – المجمع المغلق بدور الكاردينال توماس لورانس - سيباستيان ستان – المتدرب بدور دونالد ترامب    | - فرناندا توريس – مازلت هنا بدور يونيس بايفا - باميلا أندرسون – آخر فتاة استعراضية بدور شيلي - أنجلينا جولي – ماريا بدور ماريا كالاس - نيكول كيدمان – بيبي غيرل بدور رومي ماثيس - تيلدا سوينتون – الغرفة المجاورة بدور مارثا هانت - كيت وينسليت – لي بدور إليزابيث ميلر   |
| أفضل أداء في فيلم موسيقي أو كوميدي | |
| جائزة غولدن غلوب لأفضل ممثل - فيلم موسيقي أو كوميدي | جائزة غولدن غلوب لأفضل ممثلة - فيلم موسيقي أو كوميدي |
| - سيباستيان ستان – رجل مختلف بدور إدوارد ليمويل / جاي موراتز - جيسي آيزينبيرغ – ألم حقيقي بدور ديفيد كابلان - هيو غرانت – مهرطق بدور السيد رييد - غابرييل لابيل – ليلة السبت بدور لورن مايكلز - جيسي بليمنز – أنواع اللطف بدور روبرت ودانيال وأندرو - غلين باول – قاتل مأجور بدور غاري جونسون | - ديمي مور – المادة بدور إليزابيث سباركل - إيمي آدمز – نايتبيتش بدور الام - سينثيا إيريفو – ويكد بدور إلفابا ثروب - كارلا صوفيا غاسكون – إيميليا بيريز بدور إيميليا بيريز - مايكي ماديسون – أنورا بدور أنورا "آني" ميكيفا - زيندايا – المتحدون بدور تاشي دنكان            |
| أفضل أداء مساعد في فيلم سينمائي | |
| جائزة غولدن غلوب لأفضل ممثل مساعد - فيلم | جائزة غولدن غلوب لأفضل ممثلة مساعدة - فيلم |
| - كيران كولكين – ألم حقيقي بدور بنجي كابلان - يورا بوريسوف – أنورا بدور إيغور - إدوارد نورتون – مجهول تماماً بدور بيت سيغر - غاي بيرس – الوحشي بدور هاريسون لي فان بورين - جيرمي سترونغ – المتدرب بدور روي كون - دنزل واشنطن – غلاديايتر II بدور ماكرينوس                                      | - زوي سالدانيا – إيميليا بيريز بدور ريتا مورا كاسترو - سيلينا غوميز – إيميليا بيريز بدور جيسي ديل مونتي - أريانا غراندي – ويد بدور غليندا - فيليسيتي جونز – الوحشي بدور إرزيبيت توث - مارغريت كوالي – المادة بدور سو - إيسابيلا روسوليني – المجمع المغلق بدور الاخت اغنيس |
| أخرى | |
| جائزة غولدن غلوب لأفضل مخرج | جائزة غولدن غلوب لأفضل سيناريو |
| - برادي كوربيت – الوحشي - جاك أوديار – إيميليا بيريز - شون بيكر (مخرج) – أنورا - إدوارد بيرغر – 'المجمع المغلق - كورلي فرجاه – المادة - بايال كاباديا – كل ما نتخيله كنور | - بيتر ستروجان – المجمع المغلق - جاك أوديار – إيميليا بيريز - شون بيكر (مخرج) – أنورا - برادي كوربيت ومونا فاستفولد – الوحشي - جيسي آيزينبيرغ – ألم حقيقي - كورالي فارغيت – المادة                                                                                        |
| جائزة غولدن غلوب لأفضل موسيقى تصويرية | جائزة غولدن غلوب للإنجاز السينمائي وشباك التذاكر |
| - ترينت ريزنور وأتيكوس روس – المتحدون - هاوشكا – المجمع المغلق - دانييل بلومبرج – الوحشي - كريس باورز – الروبوت البري - كليمنت دوكول وكاميلي – إيميليا بيريز - هانز زيمر – كثيب: الجزء الثاني                                                                                                 | - ويكد - فضائي: رومولوس - بيتلجوس بيتلجوس - ديدبول وولفيرين - غلاديايتر II - قلبا وقالبا 2 - الأعاصير - الروبوت البري |
| جائزة غولدن غلوب لأفضل أغنية أصلية | |
| - "El Mal" - "Beautiful That Way" - "Compress / Repress" - "Forbidden Road" - "Kiss the Sky" - "Mi Camino" | |

#### الحائز على جائزة فخرية
- جائزة سيسيل بي دوميل: فيولا ديفيس

#### أفلام حصلت على ترشيحات متعددة
حصلت الأفلام التالية على ترشيحات متعددة:
| الترشيحات | الأفلام            | النوع            | الموزع الامريكي                |
| --------- | ------------------ | ---------------- | ------------------------------ |
| 10        | إيميليا بيريز      | موسيقي أو كوميدي | نتفليكس                        |
| 7         | الوحشي             | دراما            | إيه 24                         |
| 6         | المجمع المغلق      | دراما            | فوكس فيتشرز                    |
| 5         | أنورا              | موسيقي أو كوميدي | نيون                           |
| 5         | المادة             | موسيقي أو كوميدي | موبي                           |
| 4         | المتحدون           | موسيقي أو كوميدي | أمازون                         |
| 4         | ألم حقيقي          | موسيقي أو كوميدي | فوكس سيرش لايت بيكتشرز         |
| 4         | ويكد               | موسيقي أو كوميدي | يونيفرسال بيكتشرز              |
| 4         | الروبوت البري      | رسوم متحركة      | يونيفرسال بيكتشرز              |
| 3         | مجهول تماماً        | دراما            | يرش لايت بيكتشرز               |
| 2         | كل ما نتخليه كنور  | دراما            | جانوس فيلمز                    |
| 2         | المتدرب            | دراما            | برياركليف للترفيه              |
| 2         | كثيب: الجزء الثاني | دراما            | وارنر برذرز بيكتشرز            |
| 2         | غلاديايتر II       | دراما            | باراماونت بيكتشرز              |
| 2         | مازلت هنا          | دراما            | سوني بيكتشرز كلاسيك            |
| 2         | قلبا وقالبا 2      | رسوم متحركة      | والت ديزني ستوديوز موشن بيكشرز |
| 2         | آخر فتاة استعراضية | دراما            | رودسايد أتراكشنز               |

### المسلسلات
| أفضل مسلسل تلفزيوني | أفضل مسلسل تلفزيوني |
| دراما | موسيقي أو كوميدي |
| --- | --- |
| - شوغون (إف إكس / هولو) - يوم الجاكل (بيكوك / سكاي أتلانتيك) - هيئة دبلوماسية (نتفليكس) - السيد والسيدة سميث (برايم فيديو) - خيول بطيئة (أبل تي في +) - لعبة الحبار (نتفليكس) | - هاكس (إتش بي أو / ماكس) - أبوت الابتدائية (أي بي سي (توضيح)) - ذا بير (إف إكس / هولو) - السادة الأفاضل (نتفليكس) - ضد رغبة الجميع (نتفليكس) - فقط جرائم القتل في المبنى (هولو) |
| مسلسل قصير | أفضل أداء ستاند أب كوميدي |
| - غزالي المدلل (نتفليكس) - DISCLAIMER* (أبل تي في) - Monsters: The Lyle and Erik Menendez Story (نتفليكس) - The Penguin (HBO / ماكس) - ريبلي (نتفليكس) - True Detective: Night Country (HBO / ماكس) | - آلي وونغ – Ali Wong: Single Lady (نتفليكس) - جيمي فوكس – Jamie Foxx: What Had Happened Was... (نتفليكس) - نيكي غلاسر – Nikki Glaser: Someday You'll Die (HBO / ماكس) - سيث مايرز – Seth Meyers: Dad Man Walking (HBO / ماكس) - آدم ساندلر – Adam Sandler: Love You (نتفليكس) - رامي يوسف – Ramy Youssef: More Feelings (HBO / ماكس)                                                                                 |
| أفضل أداء في مسلسل تلفزيوني – دراما | |
| ممثل | ممثلة |
| - هيرويوكي سانادا – شوغون (إف إكس / هولو) بدور توكوغاوا إيه-ياسو - دونالد غلوفر – السيد والسيدة سميث (برايم فيديو) بدور جون سميث / ميشيل - جيك جيلنهال – Presumed Innocent (أبل تي في) بدور رستي سابيتش - غاري أولدمان – خيول بطيئة (أبل تي في) بدور جاكسون لامب - إيدي ريدماين – The Day of the Jackal (Peacock / سكاي أتلانتك) بدور "The Jackal" - بيلي بوب ثورنتون – Landman (باراماونت+) بدور تومي نوريس | - آنا ساواي – شوغون (إف إكس / هولو) بدور تودا ماريكو - كاثي بيتس – Matlock (سي بي إس) بدور مادلين كينغستون / "Matty" Matlock - إيما دارسي – آل التنين (HBO / ماكس) بدور الملكة رينيرا تارجاريان - مايا أرسكين – السيد والسيدة سميث (برايم فيديو) بدور جان سميث / آلانا - كيرا نايتلي – حمام أسود (نتفليكس) بدور هيلين ويب - كيري رسل – الدبلوماسي (نتفليكس) بدور السفير الأمريكي كاثرين "كيت" وايلر                   |
| أفضل أداء في مسلسل تلفزيوني – موسيقي أو كوميدي | |
| ممثل | ممثلة |
| - جيريمي ألين وايت – The Bear (إف إكس / هولو) as Chef Carmen "Carmy" Berzatto - آدم برودي – لا أحد يرغب بهذا (نتفليكس) بدور نواه روكلوف - تيد دانسون – A Man on the Inside (نتفليكس) بدور Charles - ستيف مارتن – فقط جرائم القتل في المبنى (هولو) بدور تشارلز هادن سافاج - جيسون سيغل – Shrinking (أبل تي في) بدور جيمي ليريد - مارتن شورت – Only Murders in the Building (هولو) بدور أوليفر بوتنام          | - جين سمارت – هاكس (HBO / ماكس) بدور ديبورا فانس - كريستين بيل – لا أحد يرغب بذلك (نتفليكس) بدور جوان - كينتا برونسون – أبوت الابتدائية (ABC) بدور جانين تيجوس - آيو إدبيري – The Bear (إف إكس / هولو) بدور سيدني ادامو - سيلينا غوميز – فقط جرائم القتل في المبنى (هولو) بدور مابل مورا - كاثرين هان – Agatha All Along (ديزني+) بدور أجاثا هاركنيس                                                                  |
| أفضل أداء في مسلسل قصير | |
| ممثل | ممثلة |
| - كولين فاريل – البطريق (HBO / ماكس) بدور البطريق - ريتشارد جاد – غزالي المدلل (نتفليكس) بدور دوني دان - كيفين كلاين – DISCLAIMER (أبل تي في) بدور ستيفن بريجستوك - كوبر كوتش – Monsters: The Lyle and Erik Menendez Story (نتفليكس) بدور اريك مينينديز - إيوان مكريغور – A Gentleman in Moscow (باراماونت+) بدور الكونت الكسندر روستوف - أندرو سكوت – ريبلي (نتفليكس) بدور توم ريبلي                        | - جودي فوستر – True Detective: Night Country (HBO / ماكس) بدور الضابط ليز دانفرز - كيت بلانشيت – DISCLAIMER* (أبل تي في) بدور كاثرين رافينسكروفت - كريستين ميلوتي – The Penguin (HBO / ماكس) بدور صوفيا فالكوني - صوفيا فيرغارا – غريزلدا (نتفليكس) بدور غريزلدا بلانكو - نعومي واتس – Feud: Capote vs. The Swans (إف إكس / هولو) بدور بيب بيلي - كيت وينسليت – The Regime (HBO / ماكس) بدور المستشارة إيلينا فيرنهام |
| أفضل أداء مساعد في مسلسل قصير | |
| ممثل مساعد | ممثلة مساعدة |
| - تادانوبو أسانو – شوغون (إف إكس / هولو) بدور هوندا ماسانوبو - خافيير باردم – الوحوش: قصة لايل وإريك مينينديز (نتفليكس) بدور خوسيه مينينديز - هاريسون فورد – شرينكينج (أبل تي في) بدور د.بول رودس - جاك لودين – خيول بطيئة (أبل تي في) بدور ريفر كارترايت - دييغو لونا – La Máquina (ديزني+) بدور أندي بريز - إيبون موس باتراش – The Bear (إف إكس / هولو) بدور ريتشارد جيريموفيتش                            | - جيسيكا غانينغ – غزالي المدلل (نتفليكس) بدور مارثا سكوت - ليزا كولون زاياس – The Bear (إف إكس / هولو) بدور تينا ماريرور - هانا أينبيندير – هاكس (HBO / ماكس) بدور آفا دانييلز - داكوتا فانينغ – ريبلي (نتفليكس) بدور مارغ شيروود - أليسون جاني – الدبلوماسي (نتفليكس) بدور نائب رئيس الولايات المتحدة جريس بن - كالي ريس – True Detective: Night Country (HBO / ماكس) بدور الشرطي إيفانغلين نافارو                   |

#### الحائز على جائزة فخرية
- جائز كارول بورنيت من الغولدن غلوب: تيد دانسون

#### مسلسلات حصلت على ترشيحات متعددة
المسلسلات التلفزيونية التالية حصلت على ترشيحات متعددة:
| عدد الترشيحات | المسلسل                         | الفئة                                                            | القناة / الموزع       |
| ------------- | ------------------------------- | ---------------------------------------------------------------- | --------------------- |
| 5             | ذا بير                          | موسيقي أو كوميدي                                                 | إف إكس / هولو         |
| 4             | فقط جرائم القتل في المبنى       | موسيقي أو كوميدي                                                 | هولو                  |
| 4             | شوغون                           | دراما                                                            | إف إكس / هولو         |
| 3             | غزالي المدلل                    | مسلسل محدود أو سلسلة مختارات أو فيلم سينمائي تم إنتاجه للتلفزيون | نتفليكس               |
| 3             | الدبلوماسي                      | دراما                                                            | نتفليكس               |
| 3             | تنصل                            | مسلسل محدود أو سلسلة مختارات أو فيلم سينمائي تم إنتاجه للتلفزيون | أبل تي في +           |
| 3             | هاكس                            | موسيقي أو كوميدي                                                 | ماكس                  |
| 3             | الوحوش: قصة لايل وإريك مينينديز | مسلسل محدود أو سلسلة مختارات أو فيلم سينمائي تم إنتاجه للتلفزيون | نتفليكس               |
| 3             | السيد والسيدة سميث              | دراما                                                            | أمازون برايم فيديو    |
| 3             | لا أحد يرغب بهذا                | موسيقي أو كوميدي                                                 | نتفليكس               |
| 3             | البطريق                         | مسلسل محدود أو سلسلة مختارات أو فيلم سينمائي تم إنتاجه للتلفزيون | إتش بي أو / ماكس      |
| 3             | ريبلي                           | مسلسل محدود أو سلسلة مختارات أو فيلم سينمائي تم إنتاجه للتلفزيون | نتفليكس               |
| 3             | خيول بطيئة                      | دراما                                                            | أبل تي في +           |
| 3             | محقق فذ: نايت كانتري            | مسلسل محدود أو سلسلة مختارات أو فيلم سينمائي تم إنتاجه للتلفزيون | إتش بي أو / ماكس      |
| 2             | أبوت الابتدائية                 | موسيقي أو كوميدي                                                 | أيه بي سي             |
| 2             | يوم الجاكل                      | دراما                                                            | بيكوك / سكاي أتلانتيك |
| 2             | شرينكينج                        | موسيقي أو كوميدي                                                 | أبل تي في +           |

#### مسلسلات بعدة جوائز
المسلسلات التالية حصلت على جوائز متعددة:
| عدد الجوائز | المسلسل      | الفئة                                                            | الموزع/القناة |
| ----------- | ------------ | ---------------------------------------------------------------- | ------------- |
| 4           | شوغون        | دراما                                                            | إف إكس / هولو |
| 2           | غزالي المدلل | مسلسل محدود أو سلسلة مختارات أو فيلم سينمائي تم إنتاجه للتلفزيون | نتفليكس       |
| 2           | هاكس         | موسيقي أو كوميدي                                                 | ماكس          |